# Drosophila bakondjo
Drosophila bakondjo är en tvåvingeart som beskrevs av Léonidas Tsacas 1980. Drosophila bakondjo ingår i släktet Drosophila och familjen daggflugor.
Artens utbredningsområde är Uganda och Kongo.